# Josef Weiszl
Josef Weiszl, född 3 mars 1912 i Felsőderna, Österrike-Ungern, död 1984, var en tysk SS-Oberscharführer och tjänsteman vid Reichssicherheitshauptamt, Nazitysklands säkerhetsministerium. Han var en av Adolf Eichmanns medarbetare och deltog bland annat i Förintelsen i Frankrike.

## Biografi
Josef Weiszl växte upp i Wien och utbildade sig till köpman. Han blev i mitten av 1930-talet medlem i Fosterländska fronten och efter Anschluss, Tysklands annektering av Österrike i mars 1938, medlem i NSDAP. I november 1938 började han att tjänstgöra vid Rikscentralen för judisk utvandring i Wien, som organiserade fördrivningen av österrikiska judar.
I juni 1943 kommenderades Weiszl till Frankrike för att där, tillsammans med bland andra Alois Brunner och Theodor Dannecker, sätta press på Vichyregimen att gripa och överlämna judar för deportation till Auschwitz. År 1944 tillhörde han vaktmanskapet i interneringslägret Drancy, i vilket bland annat judar samlades ihop för att senare deporteras till nazistiska koncentrationsläger.
Weiszl greps i Wien i slutet av augusti 1945 och utlämnades till Frankrike två år senare. I februari 1949 dömde en militärdomstol i Paris Weiszl till livstids fängelse; år 1952 omvandlades straffet till tjugo års fängelse, men  redan i slutet av 1955 frisläpptes han och återvände till Wien.